# نیشینومی کاجیرو یکم
نیشینومی کاجیرو یکم (به ژاپنی: 西ノ海 嘉治郎(初代)) کُشتی‌گیر سوموی اهل استان کاگوشیما در کشور ژاپن است که شانزدهمین کشتی‌گیر دارای رتبهٔ یوکوزونا محسوب می‌شود. وی در سال ۱۸۹۰ میلادی به این مرتبه ارتقا یافت و در سال ۱۸۹۶ میلادی بازنشست شد. نیشینومی کاجیرو یکم توانست ۲ بار قهرمان (یوشو) مسابقات سومو شود.